# 第16回ダヴィッド・ディ・ドナテッロ賞
第16回ダヴィッド・ディ・ドナテッロ賞（だい16かいダヴィッド・ディ・ドナテッロしょう）の授賞式は、1971年6月29日にローマで行われた。

## 受賞者一覧

### 作品賞
- 暗殺の森 Il conformista（監督：ベルナルド・ベルトルッチ）
- 悲しみの青春 Il giardino dei Finzi-Contini（監督：ヴィットリオ・デ・シーカ）
- ワーテルロー Waterloo（監督：セルゲイ・ボンダルチュク）

### 監督賞
- ルキノ・ヴィスコンティ（『ベニスに死す』）

### 主演女優賞
- フロリンダ・ボルカン（『ベニスの愛』）
- モニカ・ヴィッティ（『Ninì Tirabusciò, la donna che inventò la mossa』）

### 主演男優賞
- ウーゴ・トニャッツィ（『La Califfa』）

### 外国人監督賞
- クロード・ルルーシュ（『流れ者』）

### 外国人プロデューサー賞
- アンソニーハヴロック＝アラン（『ライアンの娘』）

### 外国人女優賞
- アリ・マッグロー（『ある愛の詩』）

### 外国人男優賞
- ライアン・オニール（『ある愛の詩』）

### ダヴィッド特別賞
- エンリコ・マリア・サレルノ（俳優、『ベニスの愛』）
- ニーノ・マンフレディ（監督、『Per grazia ricevuta』）
- リノ・カポリッキオ（俳優、『悲しみの青春』）
- ミムジー・ファーマー（俳優、『Quando il sole scotta』）
- Rai Produzione（製作、『フェリーニの道化師』）
- マリオ・チェッキ・ゴーリ（プロデューサー、功労賞）